# Dumont d’Urvillehavet

Översiktskarta, d’Urvillehavet vid nedre högra hörnet.

Lägeskarta över d’Urvillehavet.

Dumont d’Urvillehavet (franska: Mer Dumont d’Urville, engelska: Dumont d’Urville Sea) är ett randhav till Antarktiska oceanen och ligger utanför Östantarktis.

## Geografi
Dumont d’Urvillehavet ligger utanför kusten mellan Adélieland och George V land.
Havet sträcker sig mellan 136° och 148° Ö med ett djup på cirka 500 m i den södra delen och ett största djup på cirka 3 600 m i den norra delen. Områdets södra del ligger inom kontinentalsockeln.

## Historia
1911 namngavs Dumont d’Urvillehavet av den Australiska Antarktisexpeditionen åren 1911–1914 under ledning av Douglas Mawson.
Området namngavs efter den franske marinofficeren Jules Dumont d’Urville som utforskade området åren 1839 till 1840 och då även upptäckte Adélieland. Namnet fastställdes 1912.
1997 installerades en tidvattenmätare nära kusten.
Den 24 mars 1998 drabbades området av en jordbävning.
2009 låg den Magnetiska sydpolen inom området.